# 茹良尼

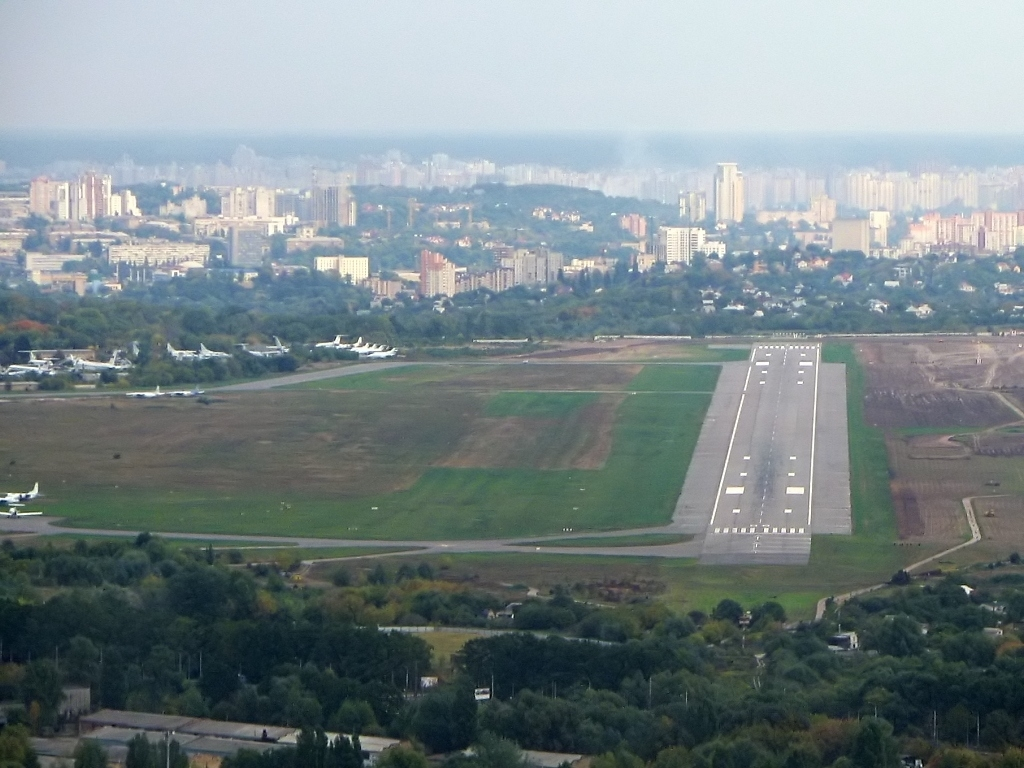
茹良尼机场的跑道，背景为基輔的天际线。

茹良尼（羅馬化：Zhuliany）是乌克兰首都基辅西南部索洛米揚卡區内的一个社区。此社區是以村舍为主，此社區於1988年與位於市郊東北部的特洛伊希纳一同并入基辅市。
基辅国际机场就位于此處。
2022年俄罗斯入侵乌克兰期间，一栋公寓楼遭到俄罗斯的导弹袭击。